# Pamarru, East Godavari
Pamarru là một mandal thuộc huyện East Godavari, bang Andhra Pradesh, Ấn Độ.